# Pat Győr
Pat (I) Győr (in ungherese Győr nembeli (I.) Pat; ... – dopo il 1221) fu un influente nobile ungherese vissuto a cavallo tra il XII e il XIII secolo che ricoprì la carica di palatino d'Ungheria dal 1209 al 1212.

## Biografia

### Origini
Pat (anche Pot o Poth) discendeva dal ramo Óvár della stirpe dei Győr, una famiglia di origine tedesca, ed era uno dei cinque figli di un tale Stefano. I suoi fratelli erano il prelato e cancelliere Saulo, vescovo di Csanád e poi arcivescovo di Caloccia; Mauro, bano del Primorje, che fu progenitore delle famiglie nobili dei Gyulai e dei Geszti; Alessandro, che partecipò alle guerre nei Balcani condotte da Emerico; e, infine, Csépán, anche lui potente aristocratico e palatino.
Pat ebbe due figli da una moglie di cui si ignora il nome; il figlio omonimo è menzionato nei documenti coevi in un arco temporale compreso tra il 1221 e il 1233. Quest'ultimo, a sua volta, ebbe due figlie dal nome sconosciuto che divennero rispettivamente le consorti degli aristocratici Paolo Geregye e Stefano Csák. Pat il Vecchio ebbe anche una figlia, Elisabetta, andata in sposa a Posa Bár-Kalán.

### Palatino
Pat viene menzionato per la prima volta nei documenti contemporanei nel 1199, quando servì come ispán del comitato di Moson. Stando a documenti dalla dubbia autenticità, egli mantenne ancora la dignità nel 1201 e nel 1202, quando fu sostituito dal fratello Mauro. Sia Pat sia Csépán erano considerati sostenitori leali di Emerico, il cui intero regno fu contraddistinto dalle sue lotte contro il fratello minore ribelle nell'ambito della guerra dei fratelli, il duca Andrea. Qualche tempo dopo il 1199, i fratelli fondarono un monastero benedettino nei dintorni di Lébény, loro feudo, nel comitato di Giavarino. Lì costruirono anche una chiesa romanica, dedicata all'apostolo Giacomo il Maggiore.

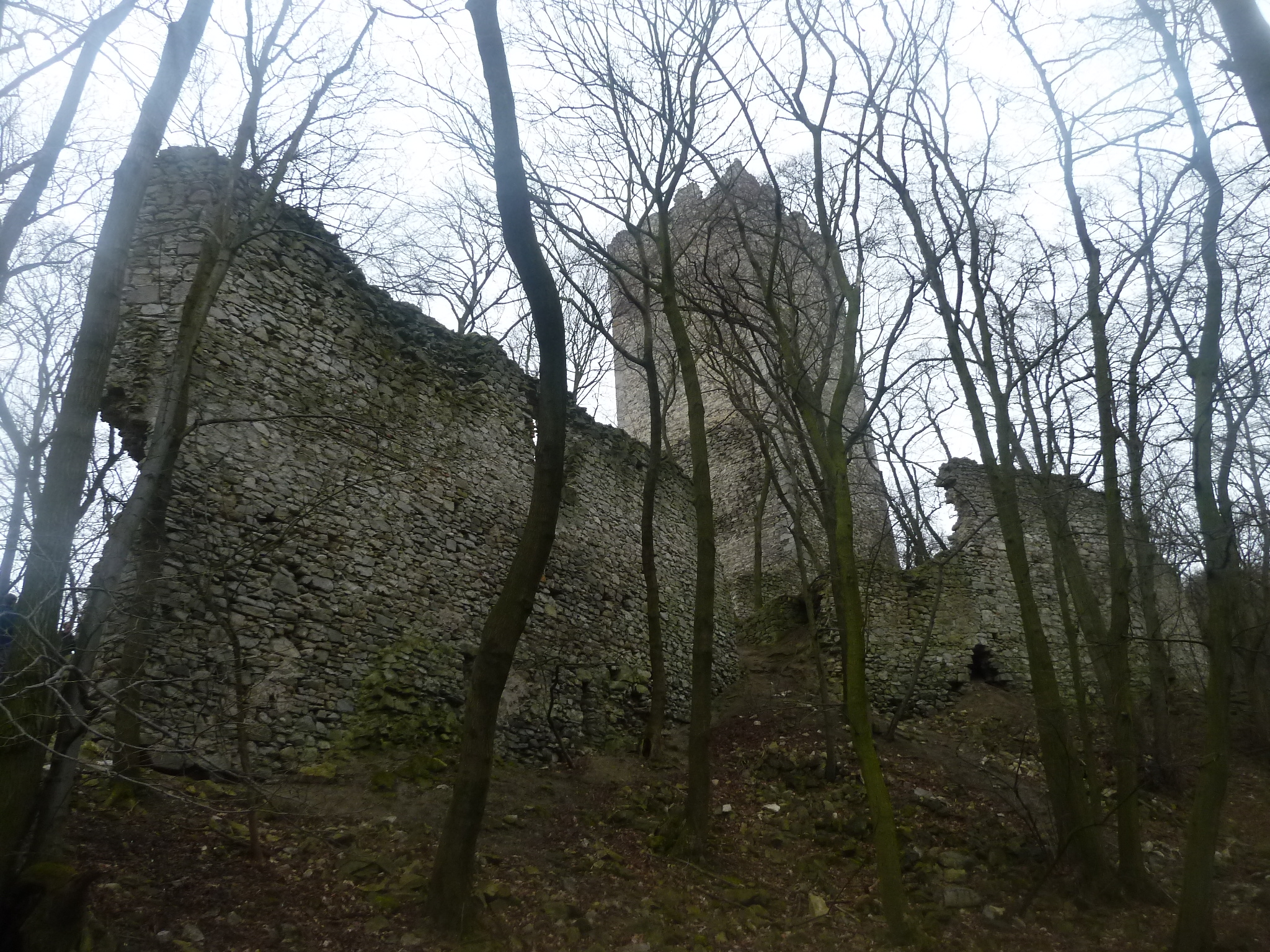
Le rovine del castello di Pottenburg, in Bassa Austria

Pat compare poi in alcuni documenti nel 1203, quando fungeva da ispán del comitato di Temes. Insieme al fratello Csépán e ad altri signori fedeli a Emerico, Pat fu in grado di mantenere la sua influenza politica dopo l'incoronazione di Andrea II nel 1205, in quanto quest'ultimo necessitava del loro aiuto. Nel 1206, Pat prestò nuovamente servizio come ispán del comitato di Moson, finendo rimpiazzato dal fratello Alessandro l'anno successivo. Pat fu elevato alla carica di ispán del comitato di Pozsony (un'importante dignità reale) in seguito, ricoprendo la funzione tra il 1207 e il 1208 circa. Durante tale periodo, fece edificare Pottenburg (letteralmente "castello di Pat"), oggi in rovina e situato a Hundsheimer Berge (Bassa Austria), a ridosso della porta di Devín. Nel 1207, Pat fu nominato ispán del comitato di Moson per la terza volta.
Quando Andrea II introdusse un nuovo politica per le concessioni reali, che lui chiamava "nuove istituzioni", uno dei suoi principali beneficiari era la famiglia Győr. Ad esempio, a Pat fu concesso l'insediamento di Hof (Chof) nel comitato di Moson dal re nel 1208, per la sua «fedeltà» e «forza instancabile di probità». Re Andrea II confermò anche le donazioni dei fratelli Győr all'abbazia di Lébény nello stesso anno (Saulo, Mauro e Alessandro erano ormai deceduti).
Un documento del 1216 attesta che Tiba Tomaj assassinò il fratello palatino Csépán Győr nel 1209. Pat, che gli succedette anche come palatino, convocò il presunto colpevole «davanti alla presenza del re», ma, invece, Tiba fuggì dal regno d'Ungheria. Dopo la sua condotta, la corte considerò giustificate le accuse e fu condannato a morte in contumacia da Andrea II e da un collegio di giudici nominati. A Pat furono concessi i feudi confiscati di Tiba nel comitato di Zala, incluso Lesencetomaj, a titolo di risarcimento poco dopo. Pat vendette la tenuta ad Atyusz III Atyusz, che a sua volta la vendette a Pietro, parente di Tiba, nel 1216.
Pat preservò il comando dell'ispanato del comitato di Moson quando fu nominato palatino nel 1209. Pur ricoprendo questa veste, Pat operò permanentemente nella corte reale. Nel 1211, Andrea II incaricò lui e il cancelliere Tommaso di accertare i privilegi dei sudditi dell'abbazia di Tihany prima della sua conferma finale. Quando un gruppo di boiardi, allarmati dagli atti dispotici di Vladimiro III Igorevič, chiese ad Andrea di ripristinare Danilo Romanovič alla guida della Galizia nel 1210 o 1211, il re ordinò a Pat di condurre lì un esercito reale. Sotto il suo comando, le truppe ungheresi sconfissero Vladimiro e consentirono a Danilo Romanovič di tornare al comando. In virtù dei suoi successi militari, gli fu concessa la palude di Kopács (oggi Kopačevo, in Croazia) e i tre stagni circostanti nel comitato di Baranya. Il re donò anche delle terre della corona nel comitato di Giavarino e Moson al suo palatino.
Sostituito come palatino da Bánk Bár-Kalán nel 1212, in seguito Pat liberò il suo servo Gioacchino e la sua famiglia nel monastero di Lébény e andò in pellegrinaggio a Roma. Viene indicato come ispán del comitato di Keve nel 1213. Pat agì di nuovo nel ruolo di ispán del comitato di Moson per la quarta volta dal 1214 al 1215. Poiché Pat non ricoprì mai incarichi a corte da allora in poi, lo storico Attila Zsoldos ha ritenuto che fosse una figura di spicco di un gruppo di nobili influenti che stavano complottando per detronizzare Andrea e incoronare il suo figlio maggiore, Béla, il quale aveva all'epoca otto anni, ma non riuscì l'impresa di detronizzarlo e si finì soltanto per costringere Andrea ad acconsentire all'incoronazione di Béla nel 1214. Poiché i membri della generazione successiva della parentela non ottennero mai l'influenza dei loro padri, Zsoldos ha sostenuto che Pat, l'ultimo figlio in vita di Stefano I, è stato infine disonorato per la sua partecipazione al tentato colpo di stato del 1214. Zsoldos ha ricordato che il genero di Pat, Pousa Bár-Kalán, operò come giudice reale nel 1222, quando la cerchia di aristocratici fedeli a Emerico costrinse Andrea II a emanare la bolla d'oro del 1222. Pat fu menzionato come pristaldus (commissario reale o "ufficiale giudiziario") durante una causa nel 1217. Morì dopo il 1221.